# Лефлуномид
Лефлуномид (оригинальное торговое название Арава) — болезнь-модифицирующий (базисный) противоревматический препарат, применяющийся для лечения ревматоидного артрита и псориатического артрита. Оказывает антипролиферативное, иммуномодулирующее (иммуносупрессивное) и противовоспалительное действие. Включён в перечень ЖНВЛП.

## Фармакологическое действие
Активный метаболит лефлуномида терифлуномид (также известный, как А771726) ингибирует фермент дигидрооротатдегидрогеназу и оказывает антипролиферативное действие. Терифлуномид in vitro тормозит вызванную митогенами пролиферацию и синтез ДНК Т-лимфоцитов. Антипролиферативная активность терифлуномида проявляется, по-видимому, на уровне биосинтеза пиримидина, поскольку добавление в клеточную культуру уридина устраняет тормозящее действие терифлуномида. С использованием радиоизотопных лигандов показано, что терифлуномид избирательно связывается с ферментом дигидрооротатдегидрогеназой, чем объясняется его свойство угнетать работу этого фермента и пролиферацию лимфоцитов на стадии G1. Одновременно терифлуномид тормозит экспрессию рецепторов к интерлейкину-2 и антигенов ядра Ki-67 и PCNA, связанных с клеточным циклом.
Терапевтическое действие лефлуномида было показано на нескольких экспериментальных моделях аутоиммунных заболеваний, включая ревматоидный артрит.

## Фармакокинетика

### Всасывание и распределение
После приема внутрь абсорбируется 82-95 % препарата. Прием пищи не влияет на всасывание лефлуномида. Лефлуномид быстро метаболизируется с образованием активного метаболита терифлуномида (А771726). Cmax терифлуномида определяется в течение 1-24 ч после однократно принятой дозы. В плазме терифлуномид быстро связывается с альбумином. Несвязанная фракция терифлуномида составляет 0,62 %. Связывание терифлуномида более вариабельно и несколько снижается у больных ревматоидным артритом или хронической почечной недостаточностью.
Из-за длительного периода полувыведения (T1/2) терифлуномида в начале лечения используется нагрузочная доза 100 мг в течение 3 дней. Это позволяет быстро достигнуть равновесного состояния плазменной концентрации терифлуномида. Фармакокинетические параметры терифлуномида имеют линейную зависимость при использовании в дозах от 5 мг до 25 мг. В этих исследованиях клинический эффект тесно связан с плазменной концентрацией терифлуномида и суточной дозой лефлуномида. При дозе 20 мг/сут средние плазменные концентрации терифлуномида при равновесном состоянии имеют значение 35 мкг/мл.

### Метаболизм
Лефлуномид быстро метаболизируется в кишечной стенке и печени до одного главного метаболита — терифлуномида и нескольких второстепенных метаболитов, включая 4-трифлуорометилаланин. Биотрансформация лефлуномида в терифлуномид и последующий метаболизм самого терифлуномида контролируются несколькими ферментами и происходят в микросомальных и других клеточных фракциях.

### Выведение
В плазме, моче и кале определяются следовые количества лефлуномида. Выведение терифлуномида медленное и характеризуется клиренсом 31 мл/ч. T1/2 — около 2 недель.

### Фармакокинетика в особых клинических случаях
У больных, находящихся на гемодиализе, выведение препарата быстрее и T1/2 короче.
Данные о фармакокинетике препарата у больных с печеночной недостаточностью отсутствуют.
Фармакокинетика у больных младше 18 лет не изучалась.
У пациентов пожилого возраста (65 лет и старше) фармакокинетические данные примерно соответствуют средней возрастной группе.

## Показания
В качестве базисного препарата для лечения активной формы ревматоидного артрита с целью уменьшения симптомов заболевания и задержки развития структурных повреждений суставов.

## Режим дозирования
Лечение начинают с назначения нагрузочной дозы по 100 мг ежедневно в течение 3 дней. В качестве поддерживающей дозы назначают дозы от 10 мг до 20 мг 1 раз/сут.
Терапевтический эффект проявляется через 4-6 недель от начала приема и нарастает в течение 4-6 месяцев.
Таблетки следует глотать целиком, запивая достаточным количеством жидкости.
Не требуется коррекции дозы для пациентов старше 65 лет.

## Побочное действие
Классификация предполагаемой частоты побочных эффектов: типичные — 1-10 %, нетипичные — 0,1-1 %, редкие — 0,01-0,1 %, очень редкие — 0,01 % и менее.
Со стороны сердечно-сосудистой системы: типичные — повышение АД.
Со стороны пищеварительной системы: типичные — диарея, тошнота, рвота, анорексия, поражения слизистой оболочки полости рта (афтозный стоматит, изъязвление губ), боли в брюшной полости, повышение уровня печеночных ферментов (особенно АЛТ, реже — ГГТ, ЩФ, билирубина); редкие — гепатит, желтуха, холестаз; очень редкие — печеночная недостаточность, острый некроз печени.
Со стороны костно-мышечной системы: типичные — тендовагинит; нетипичные — разрыв связок.
Дерматологические реакции: типичные — выпадение волос, экзема, сухость кожи; нетипичные — синдром Стивенса-Джонсона, синдром Лайелла, мультиформная эритема.
Со стороны системы кроветворения: типичные — лейкопения (лейкоциты более 2000/мкл); нетипичные — анемия, тромбоцитопения (тромбоциты менее 100 000/мкл); редкие — эозинофилия, лейкопения (лейкоциты менее 2000/мкл), панцитопения; очень редкие — агранулоцитоз. Риск развития гематологических нарушений возрастает при недавнем, сопутствующем и последующем применении миелотоксических препаратов.
Аллергические реакции: типичные — сыпь (в том числе макуло-папулезная), зуд; нетипичные — крапивница; очень редкие — анафилактические реакции.
Со стороны процессов обмена: лёгкая гиперлипидемия, гипофосфатемия, снижение уровня мочевой кислоты. Лабораторные данные (не подтверждённые клинически) свидетельствуют о небольшом повышении лактатдегидрогеназы, креатинфосфокиназы.
Прочие: очень редкие — развитие тяжёлых инфекций и сепсиса; возможно развитие ринита, бронхита и пневмонии. При применении иммунодепрессивных препаратов возрастает риск развития злокачественных и некоторых лимфопролиферативных процессов.
Нельзя исключить возможность обратимого уменьшения концентрации спермы, общего количества сперматозоидов и их подвижности.

## Противопоказания
- нарушения функции печени;
- тяжёлые иммунодефицитные состояния (в том числе СПИД);
- выраженные нарушения костномозгового кроветворения или анемия, лейкопения, тромбоцитопения в результате других причин (кроме ревматоидного артрита);
- инфекции тяжёлого течения;
- умеренная или тяжёлая почечная недостаточность (из-за незначительного опыта клинических наблюдений);
- тяжёлая гипопротеинемия (в том числе при нефротическом синдроме);
- беременность;
- лактация (период грудного вскармливания);
- детский и подростковый возраст до 18 лет;
- повышенная чувствительность к компонентам препарата[1].

Препарат противопоказан женщинам детородного возраста, которые не используют адекватные средства контрацепции.
Мужчины, получающие лечение лефлуномидом, должны быть предупреждены о возможном фетотоксическом действии препарата и о необходимости использовать адекватные средства контрацепции.

## Беременность и лактация
Препарат нельзя назначать при беременности и женщинам детородного возраста, которые не используют надёжные противозачаточные средства. Необходимо убедиться в отсутствии беременности до начала лечения.
Пациенток следует проинформировать о том, что при подозрении на беременность следует немедленно обратиться к врачу и сделать тест на беременность. Если тест положительный, то врач должен информировать пациентку о возможном риске для плода.
Женщинам, которые принимают лефлуномид и хотят забеременеть (или уже при наступившей беременности), рекомендуется проводить процедуру «отмывания» препарата, которая позволит быстро снизить уровень содержания активного метаболита в плазме крови (после прекращения лечения лефлуномидом назначают колестирамин в дозе 8 г 3 раза/сут в течение 11 дней или 50 г активированного угля, измельчённого в порошок, 4 раза/сут в течение 11 дней).
Далее необходимо определить концентрацию терифлуномида 2 раза с интервалом 14 дней. С момента, когда концентрация препарата впервые будет зафиксирована ниже 20 мкг/л до момента оплодотворения должно пройти 1,5 месяца.
Следует учитывать, что без процедуры «отмывания» препарата, снижение концентрации метаболита ниже 20 мкг/л происходит через 2 года.
Колестирамин и активированный уголь могут влиять на абсорбцию эстрогена и прогестерона таким образом, что надёжные пероральные противозачаточные средства не гарантируют необходимой контрацепции в период выведения препарата. Рекомендуется использовать альтернативные методы контрацепции.
Исследования на животных показали, что лефлуномид или его метаболиты выделяются с грудным молоком. Поэтому при необходимости назначения в период лактации следует решить вопрос о прекращении грудного вскармливания.

## Особые указания
Следует учитывать, что лефлуномид может назначаться только после тщательного медицинского обследования.
Перед началом лечения лефлуномидом необходимо помнить о возможном увеличении числа побочных эффектов у пациентов, получавших ранее другие базисные средства для лечения ревматоидного артрита, которые обладают гепато-и гематотоксическим действием.
Активный метаболит лефлуномида терифлуномид характеризуется длительным периодом полувыведения, поэтому побочные эффекты могут возникать даже после прекращения лечения препаратом. При возникновении подобных случаев токсичности или при переходе к приему другого базисного противоревматического препарата после лечения лефлуномидом следует проводить процедуру «отмывания» (после прекращения лечения лефлуномидом назначают колестирамин в дозе 8 г 3 раза/сут в течение 11 дней или 50 г активированного угля, измельчённого в порошок, 4 раза/сут в течение 11 дней).
Следует учитывать, что при развитии тяжёлых дерматологических побочных реакций, тяжёлых инфекций прием лефлуномида следует прекратить и немедленно начать процедуру «отмывания».
Необходимо наблюдать за пациентами с туберкулиновой реактивностью из-за риска активации туберкулёза.
Учитывая длительный период выведения терифлуномида, не рекомендуется проводить вакцинацию живыми вакцинами на фоне лечения лефлуномидом.
В настоящее время отсутствует информация, подтверждающая связь между приемом лефлуномида у мужчин и фетотоксическим действием препарата. Экспериментальные исследования в этом направлении не проводились. Для максимального уменьшения риска мужчинам при планировании появления ребёнка необходимо прекратить прием лефлуномида и использовать колестирамин по 8 мг 3 раза/сут в течение 11 дней или 50 г измельчённого в порошок активированного угля 4 раза/сут в течение 11 дней.

## Передозировка
Нет никаких данных относительно передозировки лефлуномида. Прием лефлуномида по 100 мг ежедневно в течение 14 дней наблюдали на 10 здоровых добровольцах. Два из них были исключены через неделю из-за возросшего уровня трансаминаз в плазме крови.
В случае передозировки или токсичности рекомендуется применение колестирамина или измельчённого в порошок активированного угля. Колестирамин, принимаемый 3 здоровыми добровольцами перорально по 8 мг 3 раза/сут в течение суток, снизил уровень содержания А771726 в плазме крови примерно на 40 % через 24 ч и на 49-65 % через 48 ч.
Показано, что введение активированного угля перорально или через желудочный зонд (50 г каждые 6 ч в течение суток) уменьшило концентрацию активного метаболита лефлуномида А771726 (терифлуномида) в плазме на 37 % через 24 ч и на 48 % через 48 ч.
Возможно повторение процедуры «отмывания» по клиническим показаниям.

## Лекарственное взаимодействие
Усиление побочных реакций может иметь место в случае недавнего или сопутствующего применения гепатотоксичных или гематотоксичных препаратов или когда прием этих препаратов начинают после лечения лефлуномидом без процедуры «отмывания».
Не обнаружено фармакокинетического взаимодействия между лефлуномидом (10-20 мг/сут) и метотрексатом (10-25 мг в неделю).
Не установлено клинически значимого взаимодействия при одновременном применении лефлуномида и трёхфазных пероральных контрацептивов, НПВС, циметидина, рифампицина.
Исследования in vitro показали, что главный метаболит лефлуномида терифлуномид угнетает активность цитохрома P450 2С9. С осторожностью следует назначать лефлуномид с препаратами, метаболизирующимися данной ферментной системой (фенитоин, варфарин, толбутамид).